# Jasmila Žbanić
Jasmila Žbanić (pronunciação bósnia: [jasmǐla ʒbǎːnitɕ]; Sarajevo, 19 de dezembro de 1974) é uma diretora, roteirista e produtora de cinema, mais conhecida por ter escrito e dirigido Quo Vadis, Aida? (2020), o que rendeu a ela indicações ao Oscar de Melhor Filme Internacional, ao BAFTA de Melhor Filme em Língua Não Inglesa e ao BAFTA de Melhor Direção.

## Biografia
Žbanić nasceu em Sarajevo em dezembro de 1974. Ela frequentou escolas locais antes de entrar na Academia de Artes Cênicas de Sarajevo, onde se formou. Ela trabalhou nos Estados Unidos como marionetista no Bread and Puppet Theater em Vermont e como palhaço em uma oficina de Lee DeLong. Em 1997, ela fundou a associação de artistas "Deblokada" e começou a filmar documentários e curtas-metragens.

## Carreira
Depois de voltar à Bósnia e Herzegovina, ela fundou a associação de artistas Deblokada. Através da Deblokada, Žbanić escreveu e produziu diversos documentários, vídeos e curtas-metragens. Seu trabalho foi visto ao redor do mundo, projetados em festivais de cinema e apresentado em exibições como a Manifesta 3 na Eslovénia em 2000, a Kinsthalle Fridericianum na Alemanha em 2004 e a Istanbul Biennale na Turquia em 2003. Desde então, ela também criou longas-metragens.
O longa-metragem de Žbanić de 2006, Grbavica, venceu o Urso de Ouro no 56º Festival Internacional de Cinema de Berlim, o Grande Prêmio do Júri no International Feature Competition Festival em 2006, e recebeu os prêmios Melhor Filme Europeu e Melhor Atriz Europeia no mesmo ano. O sei filme de 2010, Na putu, que explora o relacionamento de um jovem casal em Sarajevo, foi exibido no 60º Festival Internacional de Cinema de Berlim.
O drama de guerra de Žbanić de 2020, Quo Vadis, Aida?, venceu o Prêmio da Audiência no 50º Festival Internacional de Cinema de Roterdão, o Prêmio de Melhor Filme Internacional no Festival de Cinema de Gotemburgo de 2021, entrou no 77º Festival Internacional de Cinema de Veneza e venceu o Independent Spirit de melhor filme estrangeiro no Independent Spirit Awards 2021. Além disso, em março de 2021, o filme foi indicado para o BAFTA de melhor filme em língua não inglesa e Žbanić foi indicada para o BAFTA de melhor direção no BAFTA 2021. Em 15 de março de 2021, o filme foi indicado à categoria de melhor filme internacional no Oscar 2021.

## Temas e personagens
Žbanić reconhece que seus filmes lidam principalmente com pessoas da Bósnia e Herzegovina. Ela disse que usa filmes para explorar problemas relacionados a sua vida. Ela sabe que está contra altos padrões de cinema em competição com a massa de outros cinemas regionais. Žbanić tenta criar personagens que não são apenas "preto-e-branco," já que pessoas reais não são tão simples. Ela não cria personagens que são estritamente heróis ou vilões, mas que podem ser fracos e também corajosos e tolerantes. Em 2017, Žbanić assinou a Declaração da Linguagem Comum de croatas, sérvios, bósnios e montenegrinos.

## Filmografia
| Ano  | Filme                                | Diretora | Escritora | Produtora | Nota RT | Nota MC |
| ---- | ------------------------------------ | -------- | --------- | --------- | ------- | ------- |
| 1995 | Autobiografija                       | Sim      | Sim       | Não       |         |         |
| 1997 | Poslije, poslije                     | Sim      | Sim       | Não       |         |         |
| 1998 | Noć je, mi svijetlimo                | Sim      | Sim       | Sim       |         |         |
| 1998 | Ljubav je...                         | Sim      | Sim       | Não       |         |         |
| 2000 | Crvene gumene čizme                  | Sim      | Sim       | Sim       |         |         |
| 2003 | Sjećaš li se Sarajeva                | Sim      | Sim       | Não       |         |         |
| 2003 | Images from the Corner               | Sim      | Sim       | Não       |         |         |
| 2004 | Lost and Found (episódio "Birthday") | Sim      | Sim       | Não       |         |         |
| 2006 | Grbavica                             | Sim      | Sim       | Não       | 98%     | 71/100  |
| 2010 | Na putu                              | Sim      | Sim       | Não       |         |         |
| 2013 | For Those Who Can Tell No Tales      | Sim      | Sim       | Sim       |         |         |
| 2014 | Jedan dan u Sarajevu                 | Sim      | Não       | Sim       |         |         |
| 2014 | Love Island                          | Sim      | Sim       | Não       |         |         |
| 2017 | Muškarci ne plaču                    | Não      | Não       | Sim       |         |         |
| 2020 | Quo Vadis, Aida?                     | Sim      | Sim       | Sim       | 100%    | 97/100  |

### Televisão
| Ano | Programa       | Episódio(s) | Diretora | Escritora | Produtora |
| --- | -------------- | ----------- | -------- | --------- | --------- |
| ASA | The Last of Us | ASA         | Sim      | Não       | Não       |

## Prêmios
| Ano  | Associação                                   | Categoria                          | Trabalho               | Resultado | Ref.   |
| ---- | -------------------------------------------- | ---------------------------------- | ---------------------- | --------- | ------ |
| 1998 | Festival de Cinema de Sarajevo               | Prêmio Especial                    | Noć je, mi svijetlimo  | Venceu    | [ 19 ] |
| 2003 | ZagrebDoc                                    | Big Stamp                          | Images from the Corner | Venceu    | [ 19 ] |
| 2006 | Festival Internacional de Cinema de Berlim   | Urso de Ouro                       | Grbavica               | Venceu    | [ 19 ] |
| 2006 | Festival Internacional de Cinema de Berlim   | Prêmio do Júri Ecumênico           | Grbavica               | Venceu    | [ 19 ] |
| 2006 | Festival Internacional de Cinema de Berlim   | Prêmio da Paz                      | Grbavica               | Venceu    | [ 19 ] |
| 2010 | Festival Internacional de Cinema de Berlim   | Urso de Ouro                       | Na putu                | Indicado  | [ 19 ] |
| 2020 | Festival Internacional de Cinema de Veneza   | Leão de Ouro                       | Quo Vadis, Aida?       | Indicado  | [ 19 ] |
| 2021 | Festival Internacional de Cinema de Roterdão | Prêmio da Audiência                | Quo Vadis, Aida?       | Venceu    | [ 19 ] |
| 2021 | Festival de Cinema de Gotemburgo             | Melhor Filme Internacional         | Quo Vadis, Aida?       | Venceu    | [ 19 ] |
| 2021 | Prêmios Independent Spirit                   | Melhor Filme Estrangeiro           | Quo Vadis, Aida?       | Venceu    | [ 19 ] |
| 2021 | British Academy Film Awards                  | Melhor Direção                     | Quo Vadis, Aida?       | Indicado  | [ 19 ] |
| 2021 | British Academy Film Awards                  | Melhor Filme em Língua Não Inglesa | Quo Vadis, Aida?       | Indicado  | [ 19 ] |
| 2021 | Oscar                                        | Melhor Filme Internacional         | Quo Vadis, Aida?       | Indicado  | [ 19 ] |